# Ascidia tapuni
Ascidia tapuni är en sjöpungsart som beskrevs av Monniot 1987. Ascidia tapuni ingår i släktet Ascidia och familjen Ascidiidae. Inga underarter finns listade i Catalogue of Life.